# SJ Z4p
Die Baureihe Z4p wurde von Statens Järnvägar (SJ) Ende der 1940er Jahre bestellt, um Dampflokomotiven auf schwedischen Schmalspurstrecken im Rangierdienst zu ersetzen.

## Vorgeschichte
Von den in den 1930er-Jahren von Bjurström AB Slipmaterial in Västervik gebauten Rangierlokomotiven des Typs Z mit 30 PS wurden auch schmalspurige Varianten für verschiedene Privatbahnen hergestellt. Die ersten stärkeren Diesellokomotiven für die Spurweiten 891 mm und 1067 mm folgten erst in den 1940er-Jahren.
Kalmar Verkstad (KVAB) baute 1947 und 1948 vier schmalspurige Rangierlokomotiven für Stockholm–Roslagens Järnvägar (SRJ), für die Strecke Uddeholm–Munkfors der NKlJ und Gotlands Järnväg (GJ). Statens Järnvägar bestellte zur gleichen Zeit eine Serie bei KVAB, die auf der Grundlage der Privatbahnloks konstruiert wurden. Sie erhielten die Bezeichnung Z4p und Z4t und waren länger, hatten bessere Laufeigenschaften und für eine Höchstgeschwindigkeit von 40 km/h ausgelegt.
Die erste Serie erhielt von KVAB Motoren, die bereits bei normalspurigen Lokomotiven verwendet wurden. Der zuerst benutzte Scania-Vabis-Motor D802 wurde nach den ersten sieben Lokomotiven in den Scania-Vabis-Motor D812 umgestellt, diese erste Serie erhielt später ebenfalls diesen Motortyp. Der D812 war zu diesem Zeitpunkt bereits der Standardmotor für die gleichzeitig gefertigte Baureihe Z43.

## Z4p
Mit der ersten Serie, die eigentlich aus mehreren kleinen Aufträgen bestand, erhielt SJ 33 Lokomotiven der Ausführung mit 891 mm Spurweite. Dazu wurden drei Lokomotiven im Zusammenhang mit der Verstaatlichung der SRJ und der GJ übernommen, die für diese Gesellschaften gebaut wurden.
Die 1956 gebaute zweite Serie umfasst 15 Z4p. Diese hatten eine modernere, abgerundete Form und zwei große Führerhausfenster anstelle der drei kleinen der ersten Serie. Die Loks wurden mit dem Begriff sportsmodellen (Sportmodell) bezeichnet.
Nachdem einige Loks der ersten Serie versuchsweise mit Mehrfachsteuerung ausgerüstet wurden und diese sich bewährte, wurde die gesamte zweite Serie damit geliefert. Zwei gekuppelte Lokomotiven ermöglichten schwerere Züge und entsprechende Personaleinsparungen.

## Z4t
Mit der ersten Serie, die eigentlich aus mehreren kleinen Aufträgen bestand, erhielt SJ zudem acht Lokomotiven der Ausführung mit 1067 mm Spurweite.

## Z4tu
1952 wurde die Bahnstrecke Köping–Uttersberg–Riddarhyttan verstaatlicht, die die für Schweden einmalige Spurweite von 1093 mm hatte. Zunächst verwendeten SJ die übernommenen Dampflokomotiven, die sie aber durch  Diesellokomotiven ersetzen wollte. Als Lösung wurde angesehen, vorhandene Z4p-Lokomotiven auf eine Spurweite von 1093 mm umzuspuren und diese als Z4tu zu bezeichnen. Insgesamt sieben Lokomotiven wurden in den frühen 1960er Jahren umgebaut. Ihre Verwendung war nur von kurzer Dauer, denn SJ stellte den Verkehr auf der Strecke bereits 1966 ein. Riddarhyttan AB führte den Verkehr auf einem Teil der Strecke noch drei Jahre fort und kaufte deshalb zwei der Lokomotiven. Nach der endgültigen Einstellung wurden diese beiden Lokomotiven (Z4tu 316 und Z4tu 317) von NKlJ gekauft und wieder in Z4p mit 891 mm Spurweite zurückgebaut. Die anderen Z4tu-Lokomotiven wurden ebenso in Z4p/Z4t zurückgebaut und bei SJ eingesetzt.

## Privatbahnen
Die Nordmark–Klarälvens Järnvägar (NKlJ) in Värmland kaufte zwei Z4p-Lokomotiven ab Werk, je eine der älteren und der neueren Bauserie. Zudem übernahm man 1969 die beiden umgebauten Z4tu-Lokomotiven von der Riddarhyttan AB, einer Tochtergesellschaft der Uddeholms AB, zu der auch die NKlJ gehörte.

## Einsatz
Die Lokomotiven wurden im Rangierverkehr sowie in Doppeltraktion für Güterzüge eingesetzt. Für noch schwerere Züge auf den SJ-Strecken mit 891 mm Spurweite wurden Loks vom Typ Tp eingesetzt. Auch gemischte Züge sowohl mit Personen- und Güterwagen gehörten für die Z4p/Z4t auf mehreren Strecken zu den Aufgaben, wie zwischen Harmånger und Bergsjö in Hälsingland.
Die meisten der SJ-Lokomotiven Z4p älterer Bauart wurde in den 1970er Jahren abgestellt. Die Z4t-Lokomotiven wurden im Rahmen der Stilllegung der letzten 1067-mm-Strecke zwischen Karlshamn und Ryd 1979 überflüssig. Die neueren Z4p-Lokomotiven blieben dagegen bis zur Schließung der letzten SJ-Strecken mit 891 mm Spurweite bis in die Mitte der 1980er Jahre im Einsatz. Die letzte Fahrt auf einer SJ-Strecke fand 1988 zwischen Finspång und Hjortkvarn statt. Der Betrieb auf der Strecke wurde offiziell am 1. Juli 1988 eingestellt.

## Verbleib
Sehr viele der Lokomotiven der Baureihe Z4p sind bei Museumsbahnen verblieben. Die 1952 gebaute Lokomotive Z4p 321, die ursprünglich auf der Bahnstrecke Eksjö–Österbymo und danach bis zu deren Schließung auf der Strecke Växjö–Västervik eingesetzt wurde, wurde 1985 an die Museumsbahn Jädraås–Tallås Järnväg verkauft und dort betriebsbereit erhalten.
Des Weiteren sind die Z4t 227 und Z4t 307 bei Setesdalsbanen in Norwegen im Einsatz, die 1067 mm Spurweite besitzt. Bei der Köping-Uttersbergs Järnvägsmuseiförening ist die frühere Z4tu 316 mit 1093 mm Spurweite vorhanden.

### SL Z4p
Die drei Lokomotiven Z4p 263, 261 und 266 wurden an Roslagsbanan in Stockholm verkauft und mit den Nummern SL 1, 3 und 4 bezeichnet.

### NKlJ Z4p
Die NKlJ-Lokomotiven wurden nach Einstellung des Betriebes im Jahr 1990 abgestellt. Zwei der Lokomotiven kamen zu Roslagsbanan, die bereits drei ehemalige SJ-Lokomotiven gekauft hatte. Heute ist Roslagsbanan die einzige Gesellschaft, die Z4p im regulären Einsatz hat. Die Lokomotiven werden für Arbeitszüge verwendet.